# Latin america IT awards
Latin America IT Awards é um evento de Tecnologia da Informação, realizado para celebrar e reconhecer profissionais de TI considerados excelentes, incentivar o estudo e a pesquisa no campo da Tecnologia e promover network entre profissionais da área. O evento é organizado pela LAIT Foundation, e tem todos os anos uma edição nova em um determinado país da América Latina. As edições levam nomes de constelações, segundo a fundadora do evento, em representação aos excelentes profissionais de TI que serão homenageados, figurativamente considerados estrelas em sua área de atuação.

## História
Com sede no Chile, a LAIT Foundation é uma organização sem fins lucrativos que se apoia em filantropos e patrocinadores.
A LAIT Foundation criou o prêmio LAIT Awards como parte de uma oportunidade de reconhecimento ao mérito e incentivo à relações interpessoais na indústria de Tecnologia Latino-Americana. A primeira cerimônia ocorreu em 2014, no Espacio Riesco, na edição batizada de "Crux Edition". Durante esta primeira cerimônia foram anunciados os 4 ganhadores dos prêmios, cada um em uma categoria, sendo elas: "Excellence Award", "Leadership Award", "Creativity Award" e "Innovation Award". A edição contou com mais de 15 mil pessoas no evento.
Em 2015 o foco da edição foi voltado a Realidade Virtual, incentivando e trazendo para o evento workshops relativos ao assunto. No ano de 2017, a Fundação adicionou à sua lista de prêmios a categoria "Green IT Award", visando incentivar profissionais que dedicam-se ao melhoramento do meio ambiente através do uso inovador da tecnologia. Em 2018, na edição batizada com o nome da constelação Orium e que ocorreu em Montevidéu, Uruguay, a fundação atingiu o número recorde de participantes, contando com mais de 35.000 pessoas no evento. Também atingiu o maior número de workshops e sessões deep-dive que já ofertou em relação aos anos anteriores, totalizando mais de 100 workshops e mais de 300 sessões deep-dive..

### Cerimônias
A cerimônia constitui-se por um Evento de Gala, onde os participantes devem seguir um dress code para participar. 
Cerimônias dos prêmios Latin America IT Awards desde o ano de fundação:
| Ano  | Local               | Edição da Cerimônia |
| ---- | ------------------- | ------------------- |
| 2018 | Montevidéu, Uruguay | Andromeda Edition   |
| 2017 | Santiago, Chile     | Caelum Edition      |
| 2016 | Lima, Peru          | Orium Edition       |
| 2015 | São Paulo, Brasil   | Phoenix Edition     |
| 2014 | Santiago, Chile     | Crux Edition        |

## Competição e Premiações

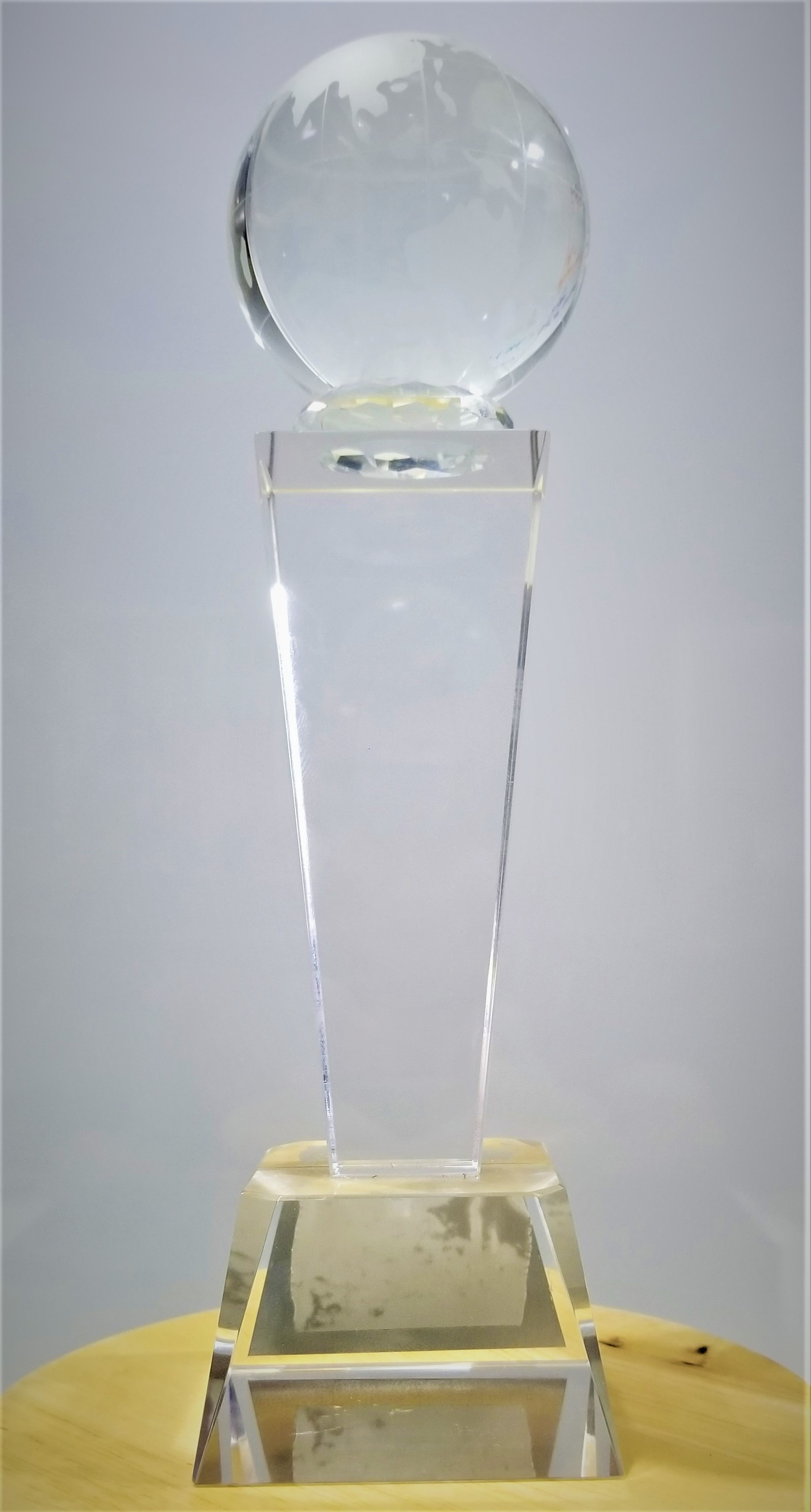
Troféu da cerimônia de premiação Latin America IT Awards

Durante o período de 2014 até 2016 haviam 4 categorias para inscrição de competidores ao LAIT Award. Em 2017 foi adicionado mais uma categoria, totalizando 5 competições diferentes. As competições consistem-se através de inscrições dos participantes, que precisam submeter seus currículos e um projeto voltado à categoria da qual deseja competir. Após submetido, há um prazo onde os jurados da competição filtram os projetos e currículos dos participantes, reduzindo o número de competidores à apenas cem. Destes cem, todos recebem certificados de participação, porém apenas o participante com o melhor projeto e currículo recebe o LAIT Award da categoria, presentes e um certificado de vencedor da competição do evento.  
Os projetos e cases submetidos para inscrição na competição são selecionados e avaliados pela equipe da instituição, que é composta por vinte jurados. A banca de jurados, por sua vez, é composta por professores e pesquisadores vinculados às instituições da Fundação LAIT. Todos os anos o evento tem sua banca de jurados renovada, desta forma, os vencedores do prêmio LAIT Awards são escolhidos através de indicações de outros vinte profissionais de destaque na área de Tecnologia da Informação.

### Categorias de premiação por ano de edição
| Ano              | Categorias                                                                             |
| ---------------- | -------------------------------------------------------------------------------------- |
| 2014, 2015, 2016 | Innovation Award, Creativity Award, Leadership Award, Excellence Award                 |
| 2017, 2018       | Green IT Award, Innovation Award, Creativity Award, Leadership Award, Excellence Award |

## Avaliação dos Jurados
As cinco premiações correspondentes às competições são julgadas com um conjunto de pesos independente da categoria.
Em 2019 houve alterações na forma como são julgados os projetos e cases submetidos:
- Strategy: O Júri avaliará a abordagem estratégica de cada entrada e o ajuste entre a estratégia escolhida e o desenvolvimento do projeto, bem como a integração de ferramentas.
- Innovation/ Creativity: O Júri avaliará se novos métodos técnicos ou estratégicos foram buscados e avaliará a criatividade do projeto, tanto no conceito quanto na implementação.
- Implementation: O Júri avaliará a continuidade e a qualidade da implementação, bem como a gestão e organização do projeto.
- Results and Efficiency: O Júri considerará os resultados de um projeto em relação às metas declaradas, bem como os recursos utilizados para alcançar os resultados.
- Significance of your Career: O Júri avaliará quão significativa é sua carreira e qual é o seu nível de maturidade em campo, com base em seu currículo.